# 28. domobranski pehotni polk (Avstro-Ogrska)
Za druge 28. polke glejte 28. polk.
28. domobranski pehotni polk (izvirno nemško k.k. Landwehr Infanterie Regiment Nr. 28; dobesedno slovensko: Cesarsko-kraljevi deželnobrambovski pehotni polk št. 28) je bil pehotni polk avstro-ogrskega Domobranstva.

## Zgodovina
Polk je bil ustanovljen leta 1899. 

### Prva svetovna vojna
Polkovna narodnostna sestava leta 1914 je bila sledeča: 79% Čehov, 20% Nemcev in 1% drugih.
Naborni okraj polka je bil v Písku, Jindřichův Hradcu in Benešovu, pri čemer so bile polkovne enote garnizirane v Písku.
Med prvo svetovno vojno se je polk bojeval tudi na soški fronti.

## Poveljniki polka
- 1914: Josef Fiedler[1]